# Tydée

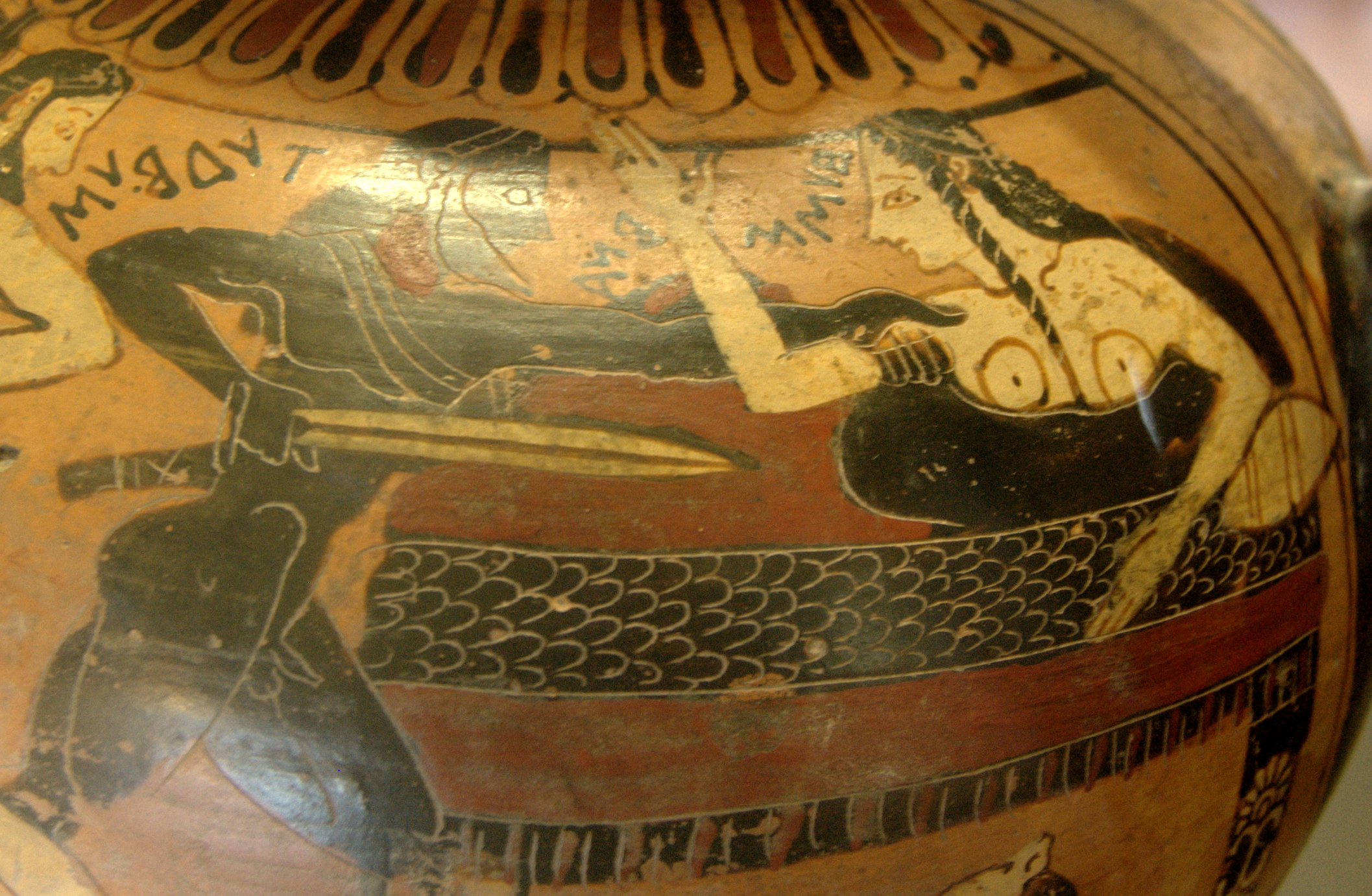
Tydée et Ismène, amphore corinthienne à figures noires, v. 560 av. J.-C., musée du Louvre (E 640)

Dans la mythologie grecque, Tydée (en grec ancien Τυδεύς / Tydeús) est le fils d'Œnée, roi de Calydon, et de Péribée (ou Gorgé, suivant Pisandre).

## Mythe

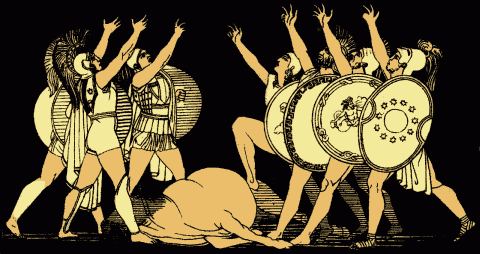
Le serment des sept chefs. Tydée accompagna son beau-père, Adraste, dans la guerre des sept chefs contre Thèbes.

À la suite d'un meurtre commis dans sa jeunesse, il doit quitter Calydon. Les auteurs divergent sur la nature du meurtre. Suivant le pseudo-Apollodore, Tydée tue Alcathoos, son oncle. Selon Phérécyde d'Athènes, la victime est son frère, et selon d'autres, les fils de Mélas. Quoi qu'il en soit, Tydée gagne la cour d'Adraste à Argos. Le roi le purifie de son crime et lui donne en mariage sa fille Déipyle, qu’il rend mère de Diomède, héros de la guerre de Troie.
Tydée accompagne Adraste dans la guerre des Sept Chefs. Il y tue Mélanippos, qui parvient cependant à le blesser mortellement. Selon certaines versions, Athéna lui apparait alors, porteuse d'un remède rendant immortel. Amphiaraos, l'un des Sept, qui le déteste, lui fit alors manger la tête de Mélanippos. Athéna renonce alors à rendre immortel Tydée, et le laisse mourir. Diomède raconte brièvement l’histoire de son père au chant XIV de l’Iliade, du vers 114 au vers 132.